# زمین‌لرزه ۱۹۸۶ آمریکا
زمین‌لرزه آمریکا  در تاریخ ۲۱ ژوئیه ۱۹۸۶ میلادی، برابر با ‎۳۰ تیر ۱۳۶۵، ساعت ۱۴:۴۲:۲۶ به زمان یوتی‌سی در آمریکا ، منطقه شهرستان مونو رخ داد. ژرفای این زلزله ۹٫۷ کیلومتر بود، و بزرگی آن ۶٫۲ در مقیاس Mw اعلام شده‌است. زمین‌لرزه به وقت محلی در روز دوشنبه، ساعت ۶ روی داده و منطقه زمانی آن یوتی‌سی -۸ بوده‌است (با لحاظ تغییر ساعت تابستانی).
سازمان زمین‌شناسی آمریکا نیز رومرکز این زمین‌لرزه را در مختصات ۳۷°۳۲′۱۳″شمالی ۱۱۸°۲۶′۴۹″غربی / ۳۷٫۵۳۷°شمالی ۱۱۸٫۴۴۷°غربی و ژرفای آنرا در ۹ کیلومتر گزارش کرده‌است. بزرگی برگزیدهٔ این سازمان از میان بزرگیهای محاسبه‌شدهٔ مختلف ۶٫۲ در مقیاس Mw بوده و از دید اثر، در میان چهار دسته‌بندی «نامحسوس»، «محسوس»، «زیان‌آور» یا «با تلفات»، زلزله را «زیان‌آور» اعلام کرده‌است.
پروژهٔ «تنسور گشتاور مرکزوار» زاویه‌های (راستا، شیب، ریک) گسل سازندهٔ زمین‌لرزه و صفحه عمود بر آنرا (°۱۴۹، °۶۰، °۱۶۳-) یا (°۵۱، °۷۵، °۳۱-) و نوع گسل را «امتدادلغز» فرارسانده‌است.